# Eduardo Rodrigues
Eduardo Rodrigues é um quadrinista brasileiro. Junto com Paulo Stocker, criou o personagem Tulípio, um intelectual que gosta de beber muito e paquerar mulheres. Ganhou o 21º Troféu HQ Mix na categoria "Melhor publicação de cartuns" pela sétima edição impressa independente do gibi de Tulípio, que tem 15.000 exemplares distribuídos gratuitamente em bares do Rio de Janeiro e São Paulo.